# Limatula subauriculata
Limatula subauriculata is een tweekleppigensoort uit de familie van de Limidae. De wetenschappelijke naam van de soort is voor het eerst geldig gepubliceerd in 1808 door Montagu.